# Búsquedas del Arca de Noé

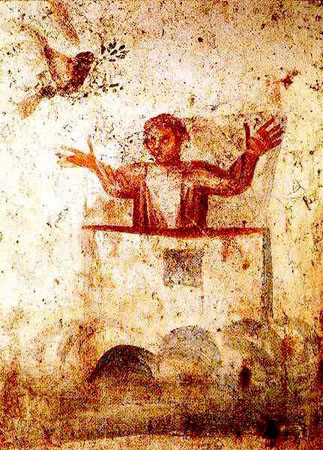
Representación del Arca en las catacumbas romanas de san Marcelino y Pedro.

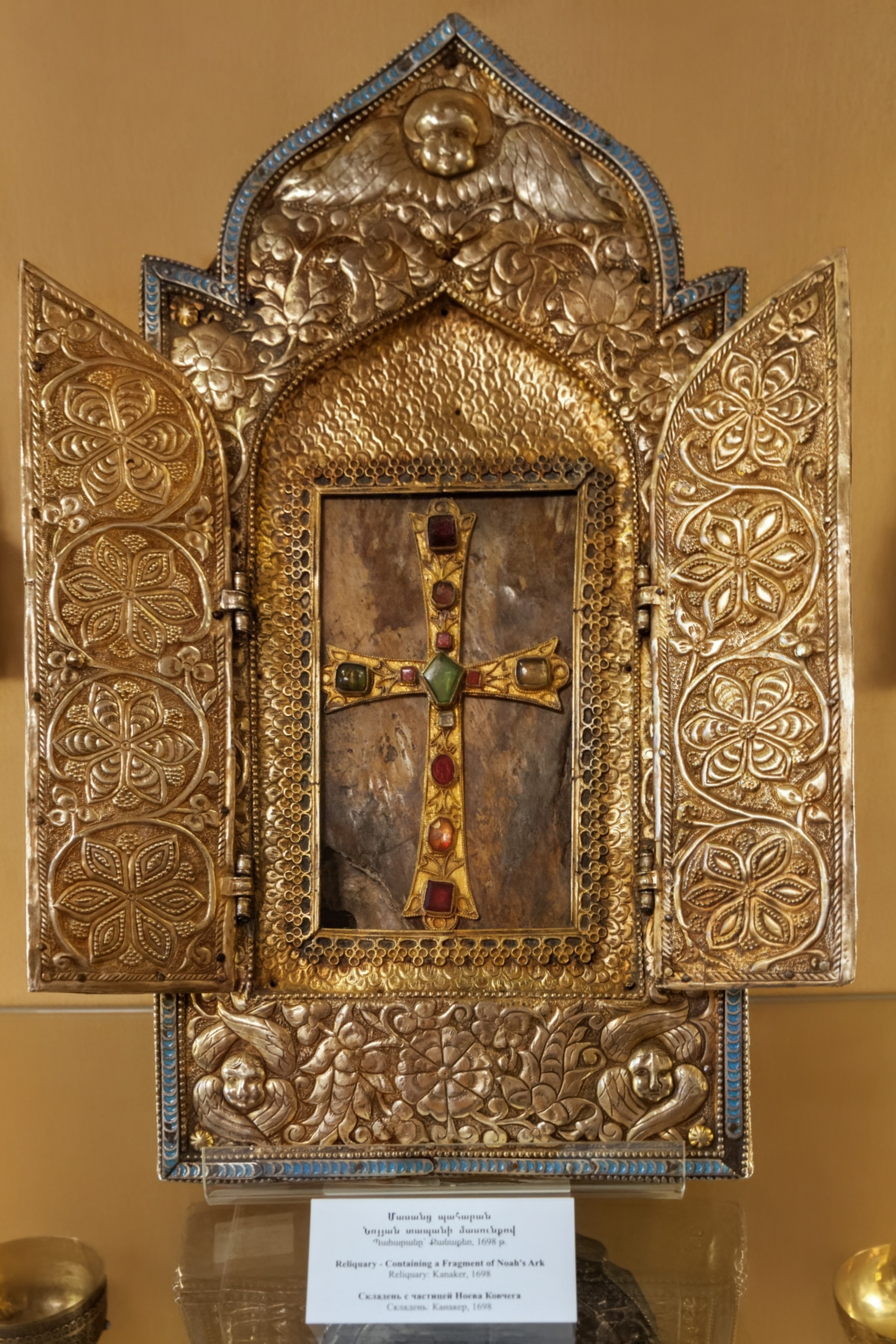
El relicario de Jacobo de Nísibis, del que se asegura estar hecho con la madera del Arca de Noé y que la leyenda relata que esta fue entregada por un ángel en el Ararat.

La búsqueda del Arca de Noé ha sido un fenómeno difundido desde la propia Edad Antigua, ya que los eruditos antiguos intentaron afirmar la historicidad de la narrativa del diluvio del Génesis citando relatos de reliquias recuperadas de la propia embarcación que habría salvado a Noé y a su familia (Naamá, posiblemente su mujer, sus hijos Sem, Cam y Jafet y las mujeres de estos) del diluvio universal. Con el surgimiento de la arqueología bíblica en el siglo XIX, el potencial de una búsqueda formal del arca atrajo intereses lúdicos y los supuestos descubrimientos y consecuentes engaños. En la década de 1940 se estaban organizando expediciones para dar seguimiento a estas pistas aparentes.
En 2020, el Instituto para la Investigación de la Creación reconoció que, a pesar de las diversas expediciones en el pasado, no se había encontrado el Arca de Noé y es poco probable que esta se encuentre. Muchos de los supuestos hallazgos y métodos utilizados en la búsqueda son considerados pseudociencia y pseudoarqueología por geólogos, historiadores y arqueólogos.

## Opiniones contradictorias
Las búsquedas organizadas modernas del arca tienden a originarse en los círculos evangélicos estadounidenses. Según Larry Eskridge:

Un fenómeno interesante que ha surgido dentro del evangelismo conservador estadounidense del siglo XX es la convicción generalizada de que la antigua Arca de Noé está incrustada en el hielo en lo alto del monte Ararat, esperando a ser encontrada. Es una historia que ha combinado una fe sincera con el atractivo de la aventura, una evidencia cuestionable con afirmaciones sorprendentes. La búsqueda del arca, como la evangelización en sí, es una mezcla compleja de lo racional y lo sobrenatural, lo moderno y lo premoderno. Si bien reconoce una deuda con la fe pura en una lectura literal de las Escrituras y siglos de leyenda, la convicción de que está literalmente sobre Ararat es reciente, respaldada por un canon de evidencias en gran parte del siglo XX que incluye historias de testigos oculares, oscuras y misteriosas historias de fotografías perdidas, rumores de conspiraciones ateas y piezas de cuestionable credibilidad.

El buscador del arca Richard Carl Bright considera que su búsqueda tiene un claro matiz religioso, y que depende de la bendición de Dios para su éxito. Bright también confía en que existe una conspiración gubernamental multinacional para ocultar la "verdad" sobre el arca:

Creo firmemente que los gobiernos de Turquía, Rusia y Estados Unidos saben exactamente dónde se encuentra el arca. Suprimen la información, pero [...] Dios está a cargo. La estructura se revelará en su momento. Escalamos la montaña y buscamos, esperando que, de hecho, sea el momento de Dios mientras escalamos. Úsalos, oh Señor, es nuestra oración.

## Hechos en la Edad Antigua

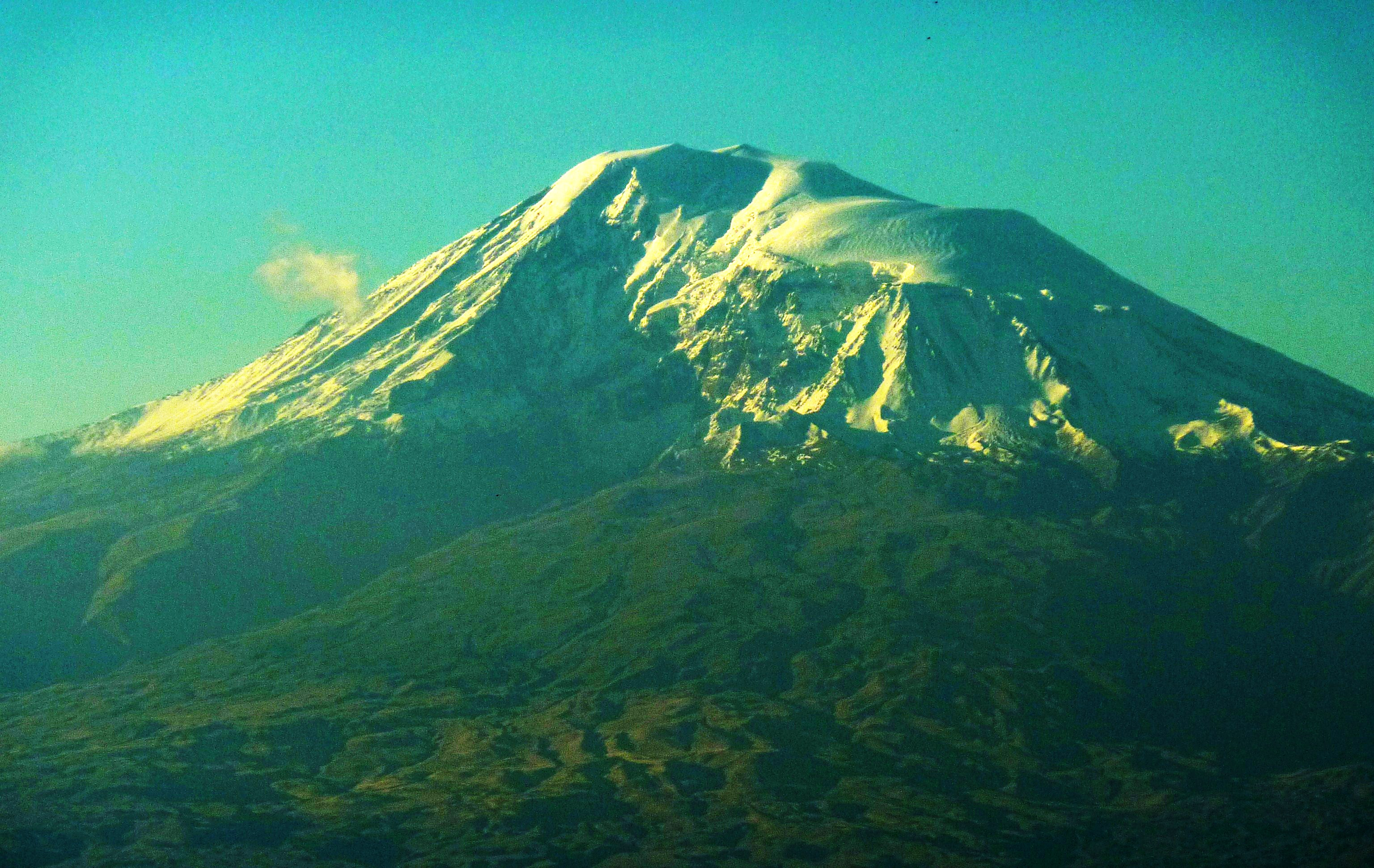
Efigie del monte Ararat.

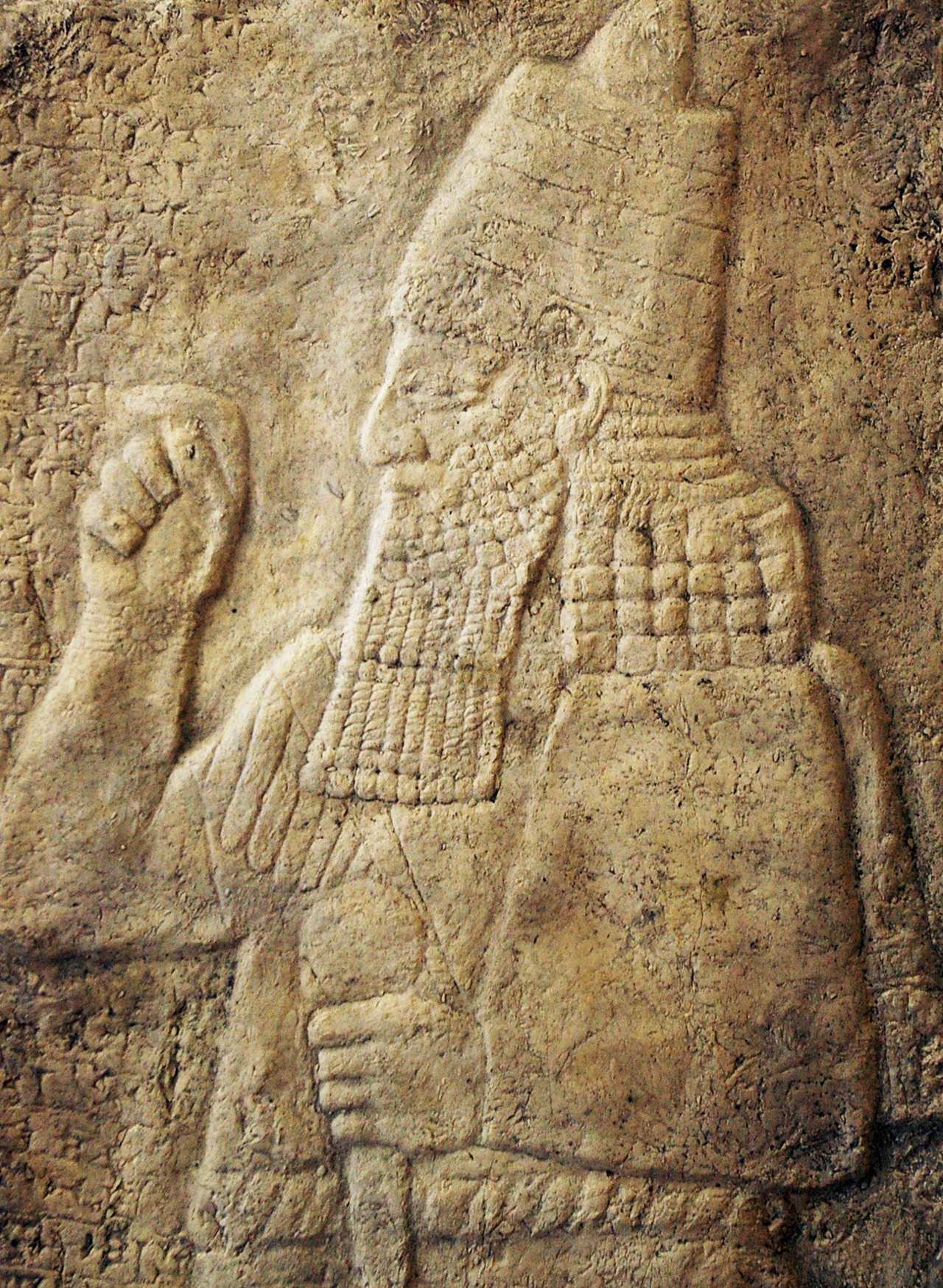
Relieve de Senaquerib tallado en el monte Judi. El Talmud sugiere que visitó el Arca de Noé en el s. VII a. C.

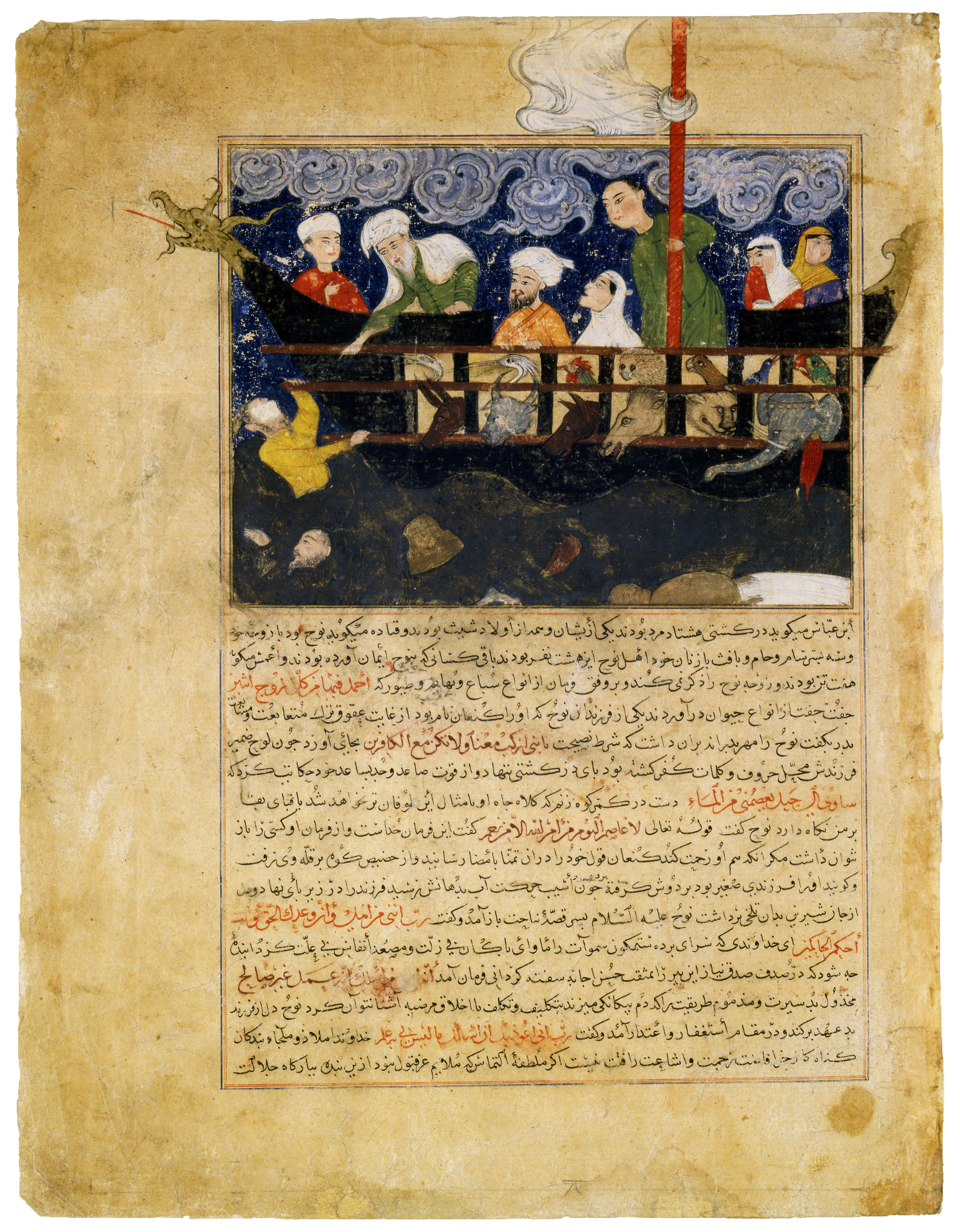
El arca de Noé en la tradición musulmana.

Al final de la narración del diluvio del Génesis, cuando las lluvias amainan, se dice que el Arca se posa "en las montañas de Ararat". El Libro de los Jubileos especifica una montaña concreta llamada "Lûbâr". La Torá, por su parte, no describe lugar concreto sobre la deposición del arca ni el destino que se da tras los hechos del diluvio.

Y se acordó Dios de Noé, y de todos los animales, y de todas las bestias que estaban con él en el arca; e hizo pasar Dios un viento sobre la tierra, y disminuyeron las aguas. Y se cerraron las fuentes del abismo y las cataratas de los cielos; y la lluvia de los cielos fue detenida. Y las aguas decrecían gradualmente de sobre la tierra; y se retiraron las aguas al cabo de ciento cincuenta días. Y reposó el arca en el mes séptimo, a los diecisiete días del mes, sobre los montes de Ararat. Y las aguas fueron decreciendo hasta el mes décimo; en el décimo, al primero del mes, se descubrieron las cimas de los montes [...] Envió también de sí una paloma, para ver si las aguas se habían retirado de sobre la faz de la tierra. Y no halló la paloma donde sentar la planta de su pie, y volvió a él al arca, porque las aguas estaban aún sobre la faz de toda la tierra. Entonces él extendió su mano, y tomándola, la hizo entrar consigo en el arca. Esperó aún otros siete días, y volvió a enviar la paloma fuera del arca [...] Y sucedió que en el año seiscientos uno de Noé, en el mes primero, el día primero del mes, las aguas se secaron sobre la tierra; y quitó Noé la cubierta del arca, y miró, y he aquí que la faz de la tierra estaba seca. Y en el mes segundo, a los veintisiete días del mes, se secó la tierra.
Génesis, 8:1-14.

Según el Talmud, el rey asirio Senaquerib habría encontrado una viga del Arca y, razonando que fue el dios quien liberó a Noé del diluvio, transformó la madera en un ídolo. Esto ampliaba el relato bíblico de la adoración de Senaquerib en el templo de Nisroch, interpretando que el nombre del dios se deriva de la palabra hebrea "neser" (traducido como "viga"). Un midrash sobre el Libro de Ester dice que la horca erigida por el visir persa Hamán fue construida usando una viga del Arca.
Las opiniones sobre la ubicación de las montañas, o montes, de Ararat, han variado desde la antigüedad. Las interpretaciones de la historia de Noé se vieron influenciadas por el mito diluviano armenio sobre Masis (nombre en armenio para definir a Ararat) y la versión siria sobre Qardū (nombre del monte Judi), hasta que estos lugares se fusionaron en uno solo. El Tárgum del capítulo 8 del Génesis interpretan Ararat como "Qadron" y "Kardu" (Qardū o Judi). En su relato del Diluvio, Josefo buscó vincular la historia de Noé con el mito del diluvio sumerio como lo describieron Beroso, Jerónimo de Cardia, Mnaseas de Patara o Nicolás de Damasco, colocando así el Arca de Noé en una montaña en Armenia donde dice que las reliquias del barco se exhiben "hasta el día de hoy". Sin embargo, Josefo más tarde describiría a Harrán como la zona de reposo del Arca, afirmando nuevamente que los lugareños mostraban los restos a los visitantes. San Jerónimo tradujo "Ararat" como "Armenia" en la Vulgata, mientras que los propios armenios asociaron el Arca de Noé con la región de Gordiano (en la actual Turquía) hasta el siglo XI.
En el cristianismo primitivo, las historias sobre los restos del Arca de Noé se consideraban evidencias de que el barco había sido localizado, identificado y conservado de alguna forma. Esto se volvió útil en la apología cristiana para afirmar los eventos del Pentateuco como hechos reales. Epifanio de Salamina escribió: "Así, incluso hoy, los restos del arca de Noé todavía se muestran en Cardyaei". De manera similar, Juan Crisóstomo propuso preguntar a los no creyentes: "¿Habéis oído hablar del Diluvio, de esa destrucción universal? ¿No fue sólo una amenaza, verdad? ¿No se cumplió realmente? ¿No se llevó a cabo esta gran obra? ¿No lo atestiguan las montañas de Armenia, donde reposó el Arca? ¿Y no se conservan allí los restos del Arca hasta el día de hoy para nuestra amonestación". Sin embargo, con la adopción generalizada del cristianismo en Europa, el valor apologético de las reliquias del Arca disminuyó, ya que había muchos menos no creyentes a quienes persuadir.
Hacia el siglo V, surgió la leyenda de que Jacobo de Nísibis había escalado una montaña en busca del arca. Según lo relatado por Fausto de Bizancio, historiador armenio de ese siglo, Jacobo, con un grupo de seguidores, viajó a las montañas armenias y "llegaron a la montaña de Sararad, que estaba en el fronteras del señorío de Airarat". Cerca de la cima, un ángel lo visitó mientras dormía y le indicó que no subiera más. Como consuelo, el ángel le dio a Jacobo una tabla tomada del Arca. Él mismo recogería el artefacto y lo llevaría de regreso a la ciudad de Echmiadzin, donde se conserva dicha reliquia desde entonces. Agathangelos relató una historia similar, aunque no directamente relacionada con el Arca, en la que el rey Tiridates III de Armenia, en el siglo III escaló el monte y trajo del mismo ocho rocas de grandes dimensiones para usarlas en la fundación de nuevas iglesias.

## Edad Media y principios de la Edad Moderna
Ya en el siglo VII, San Isidoro de Sevilla, en sus Etimologías, declaraba que los restos del Arca todavía se encontraban en el monte Ararat de Armenia, mientras que el Corán describe el "descenso" del Arca en la sura 11, ocurrida en el monte Judi. Se informó que, dados los avisos y escritos sobre su posición, el emperador bizantino Heraclio escaló el monte Judi para visitar el sitio del Arca entre los años 628 y 629. Otra leyenda afirmaba que el califa Umar ibn al-Jattab removió el Arca de un sitio cerca de Nísibisy usó la madera para construir una mezquita.
A pesar de la asociación de larga data de Armenia con Ararat en el cristianismo occidental, los cristianos armenios no adoptaron la idea de la cumbre del Ararat (en armenio Masis) como el lugar de descanso del Arca hasta la llegada de los cruzados a finales del siglo XI. A partir de entonces, los armenios adoptaron la identificación occidental de Masis como monte Ararat y trasladaron la leyenda de Jacobo de Nísibis a dicho pico. La supuesta visita del ángel a Jacobo durante un sueño llegó a convertirse en una nueva explicación del tabú precristiano en contra de escalar la montaña sagrada. Independientemente de este impedimento cultural, otros viajeros afirmaron que la cumbre era físicamente inaccesible, debido a la línea de nieve permanente y la abundancia de precipicios.
Los informes medievales tardíos de Ararat a menudo mencionaban la supervivencia de los fragmentos del Arca, pero había menos consenso sobre si la nave sobrevivió. Petaquias de Ratisbona simplemente declaró que no está allí, porque se ha descompuesto". Sin embargo, poco más de un siglo después, Haitón de Córico afirmó que "en la cima de la montaña se ve algo negro, que la gente dice que es el Arca".

## Búsquedas en elsigloXIX
El primer ascenso registrado del Ararat fue dirigido por el alpinista alemán Friedrich von Parrot en 1829. En el relato de su expedición, Parrot escribió que "todos los armenios están firmemente persuadidos de que el Arca de Noé permanece hasta el día de hoy en la cima de Ararat, y que, para preservarlo, ningún ser humano puede acercarse a él".
El político e historiador James Bryce, vizconde Bryce, escaló la montaña en 1876. En su ascenso, descubrió "un trozo de madera de unos cuatro pies de largo y cinco pulgadas de espesor, evidentemente cortado por alguna herramienta, y tan por encima del límite de árboles que de ninguna manera podría ser un fragmento natural de uno". Bryce cortó una parte para conservarlo y luego argumentó que podría ser un remanente del arca de Noé. Aunque admitió que se le había ocurrido otra explicación para la madera, determinó que "ningún hombre está obligado a desacreditar su propia reliquia".

### El engaño delNew Zealand Herald
El 26 de marzo de 1883, se informó de una avalancha en el monte Ararat que había destruido varias aldeas. Como una broma del Día de los Inocentes, el periodista George McCullagh Reed, escribiendo para su columna de opinión en The New Zealand Herald, afirmó que la avalancha había revelado los restos del Arca de Noé. La historia de Reed tomaba en gran parte la forma de un despacho supuestamente recibido del Levant Herald en Constantinopla, que él creía que había cesado sus operaciones varios años antes; de hecho, el periódico se había relanzado en ese momento como el Eastern Express.
El informe describía los hallazgos de "Comisionados designados por el gobierno turco", incluido un científico inglés inexistente llamado "Capitán Gascoyne", que ya había sido presentado al sultán Abdul Hamid II y al embajador alemán en el Imperio Otomano. Reed pretendía que una referencia a "un viajero estadounidense emprendedor" que buscaba comprar el Arca para exhibirla en los Estados Unidos fuera reconocida como P. T. Barnum, que llegó a pasar a la historia por ser un empresario estadounidense del circo recordado por sus célebres engaños en el mundo del entretenimiento.
Durante los siguientes meses, el impacto de la broma de Reed llegó a hacerse eco en las redacciones de periódicos de todo el mundo. Si bien algunas publicaciones presentaron la historia con ironía, otras reimprimieron, sin crítica alguna, gran parte de lo que Reed escribió originalmente, atribuyéndolo (como tenía) a un corresponsal en Constantinopla. El 24 de noviembre, Reed escribió otra columna disculpándose por el engaño y expresando diversión por el hecho de que la historia se hubiera extendido:

"Desde el London Times hasta el Glasgow Herald, desde el Leeds Mercury hasta la Pall Mall Gazette, pasando por todas las principales revistas metropolitanas y provinciales de Gran Bretaña y de toda América, mi amigo el Capitán Gascoyne y nuestra Arca han sido honrados con haber sido entregados; pero al editor del Profhetic Messenger se le debe atribuir el mayor celo por establecer la autenticidad".

A pesar de retractarse, la bola de nieve de la historia ya se había hecho lo suficientemente grande para estar en el candelero mediático. La historia siguió discurriendo, siguió circulando y pasando de boca en boca, calando en más gente y siendo defendida por creacionistas como Tim LaHaye y John David Morris, que lo llamaron "el relato más completo y preciso del descubrimiento".

### John Joseph Nouri

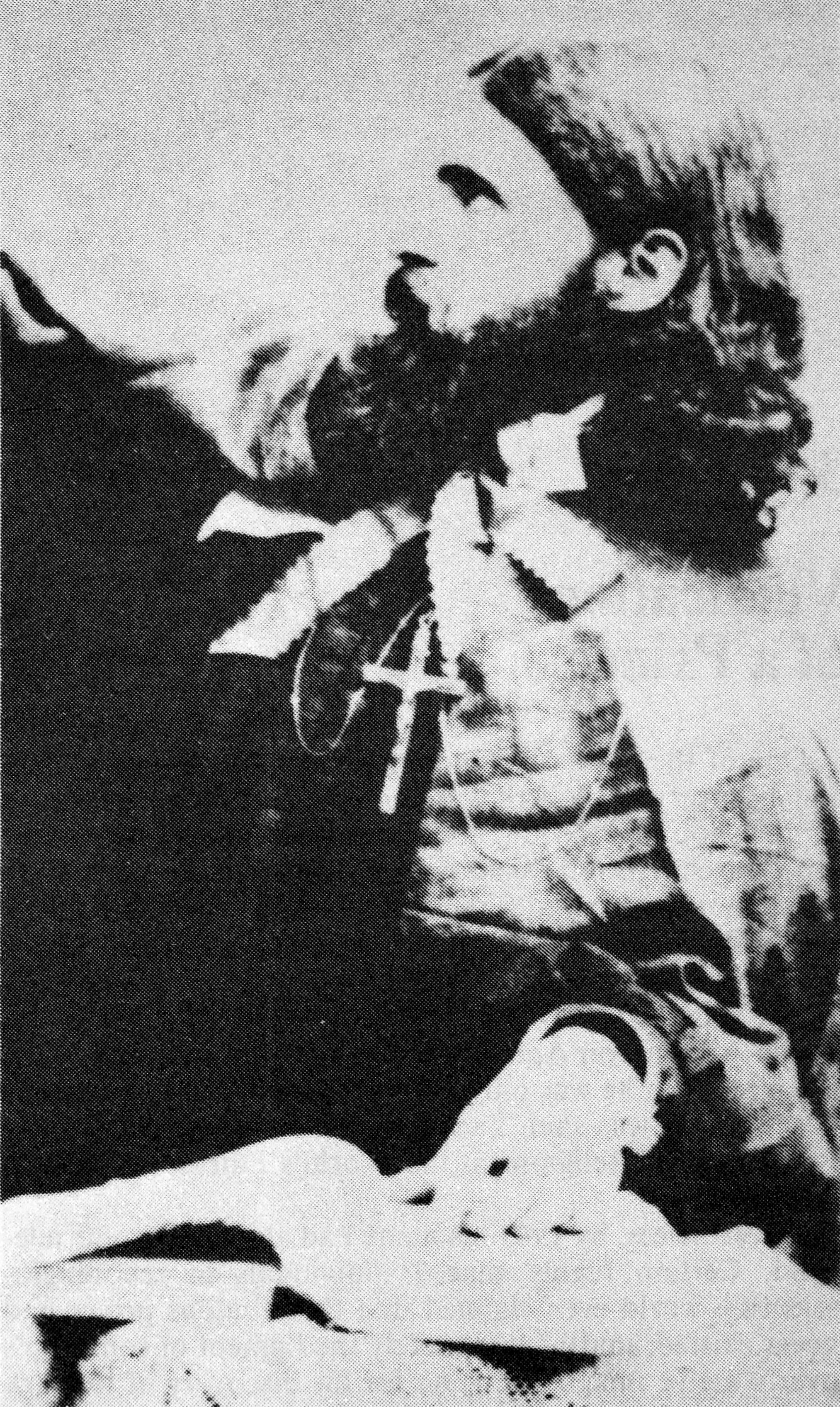
John Joseph Nouri.

John Joseph Nouri, un archidiácono de la Iglesia católica caldea y natural de Bagdad, donde nació en 1865, afirmó haber descubierto el arca en la cima del monte Ararat en abril de 1887. Durante su gira por los Estados Unidos, llamó la atención con su larga lista de títulos formales: "Su Eminencia Pontificia, Venerable Prelado, Monseñor, Archidiácono Patriarcal Caldeo de Babilonia y Jerusalén, Gran Embajador Apostólico de Malabar, India y Persia. Descubridor del Arca de Noé y de las Montañas de la Luna, Supremo Representante General de la Sagrada Corona de la Santa Imperialidad Patriarcal, Oriental y Ortodoxa de 900.000.000 de personas de Asia. El primer viajero explorador universal de un millón de millas". Quienes lo conocieron, incluidos el arqueólogo bíblico J. O. Kinnaman, el misionero Frederick G. Coan y el clérico John Henry Barrows, lo consideraron un erudito carismático y muy viajado que hablaba varios idiomas.
En 1893 asistió al Parlamento Mundial de Religiones que se celebró en la ciudad de Chicago. Según su relato, fue invitado al evento para hablar sobre su encuentro con el Arca, aunque los informes oficiales del evento no dicen si tal conferencia ocurrió. Más tarde ese año, mientras visitaba San Francisco (California), Nouri fue asaltado y abandonado en el hospital psiquiátrico de Napa, donde quedó recluido como paciente. Aunque finalmente logró su liberación, el incidente generó dudas sobre su estado mental y, por lo tanto, sobre la legitimidad de sus extraordinarias afirmaciones. Al investigar el caso para un artículo de 2014, Emrah Şahin concluyó que "Nouri, aunque de carácter inusual, estaba cuerdo". Un informe de 1897 expresaba que Nouri había sido coronado Patriarca en la Pontificia Catedral Caldea de Thrissur, lo que se toma como una reivindicación de su autenticidad. Sin embargo, los funcionarios turcos no corroboraron su afirmación de haber descubierto el Arca de Noé.

## SigloXX
Ya en el siglo XX, las búsquedas del arca fueron apoyadas en su gran mayoría por miembros de las iglesias evangélicas, sostenidas por el interés popular continuo, su difusión en revistas religiosas, giras de conferencias, videos y especiales de televisión.

### Expedición rusa

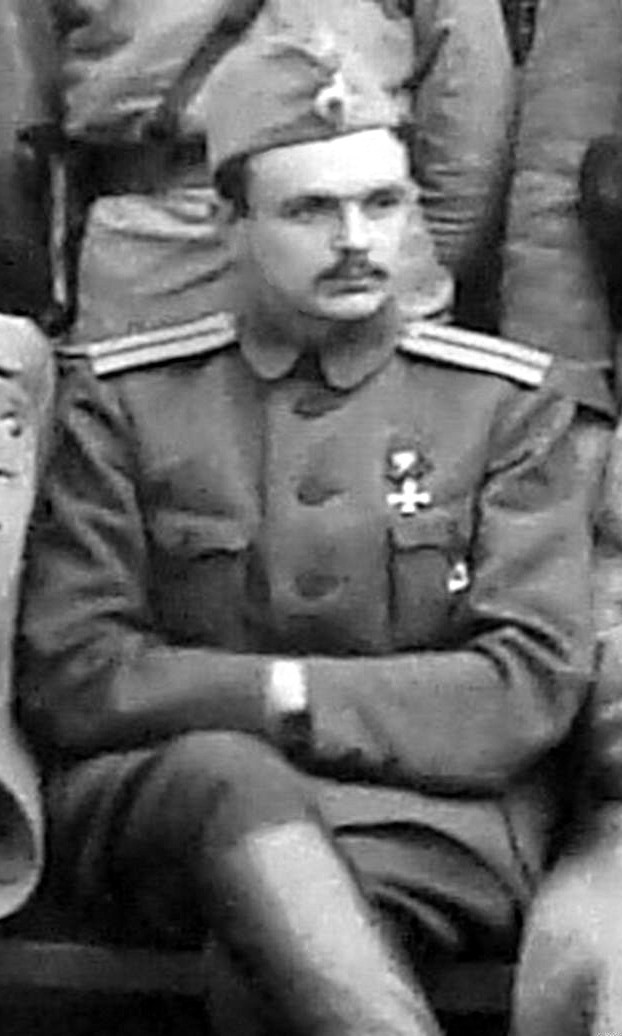
El oficial ruso Aleksander A. Kurenkov, quien aseveró como cierto el descubrimiento del Arca en la expedición al Ararat de 1917.

En 1940, un artículo titulado "Noah's Ark Found" ("Encontrado el arca de Noé") apareció en una edición especial de la revista New Eden, una de las tantas publicaciones ligadas a Floyd M. Gurley y editada en Los Ángeles (California). Tal artículo se atribuía a un tal Vladimir Roskovitsky, y su historia relataba el descubrimiento del Arca de Noé en el monte Ararat alrededor de 1917, "justo antes de la revolución rusa".
Según la historia, Roskovitsky era un aviador ruso que se encontraba a 40 kilómetros al noreste de Ararat. En el mes de agosto (de un año indeterminado, pues no se proporciona ningún año) se le ordenó realizar un vuelo de prueba de un avión equipado con un nuevo supercargador. Volando cerca de Ararat, Roskovitsky y su copiloto vieron un enorme naufragio en la orilla de un lago en la montaña. Más tarde, su capitán identificó los restos como el Arca de Noé y presentó un informe al gobierno zarista, que envió 150 soldados al lugar. El informe de la expedición supuestamente fue enviado al zar Nicolás II pocos días antes de que "el bolchevismo impío se hiciera cargo", lo que provocó que tal notificación fuera suprimida y presuntamente destruida "para desacreditar toda religión y creencia en la verdad de la Biblia". Roskovitsky, identificado como un ruso blanco, se dice que huyó a los Estados Unidos para disfrutar de la libertad de perseguir su nueva fe.
La Historia, en su desarrollo natural de los acontecimientos, es incompatible con la versión de la historia rusa, ya que el zar Nicolás II había abdicado del trono el 15 de marzo de 1917, al final de la Revolución de Febrero, meses antes de que los bolcheviques tomaran el poder en la Revolución de Octubre. Las referencias a paracaídas, latas de oxígeno y sobrealimentadores o generadores eléctricos en aviones son anacrónicos para ese período de tiempo dado. Sin embargo, la historia se hizo muy popular y fue ampliamente reimpresa. En 1942, sin embargo, al menos dos publicaciones se habían retractado de la historia.
Las consultas a New Eden sobre el artículo se remitieron a Benjamin F. Allen, la fuente principal de la historia. Sin embargo, Allen no tenía la intención de que la historia se publicara hasta que pudiera ser corroborada, y le molestaban los adornos que había añadido Gurley. En octubre de 1945 describió la versión de la historia que le contó a Gurley, escribiendo: "En una conversación con él le había dado los pocos detalles provenientes de dos soldados del ejército ruso zarista durante la Primera Guerra Mundial, fallecidos hace muchos años. La historia de estos soldados me vino de sus familiares, de cómo un aviador ruso había avistado una estructura de aspecto sospechoso en uno de los oscuros cañones del Ararat. Los soldados de infantería fueron enviados a pie para investigar, siendo constatada dicha versión por sus oficiales, que decidieron que debía ser el Arca de Noé, con un extremo hundido en un pequeño pantano. Estos fueron los únicos detalles que dieron. "Allen dijo que" 95% "del artículo de New Eden, incluido el nombre "Vladimir Roskovitsky", había sido fabricado por Gurley, quien emitió una disculpa a petición suya.
A pesar de la retractación de Gurley, el interés en la historia del aviador ruso persistió, ya que la atención se centró en verificar la versión de Allen. El agente inmobiliario Eryl Cummings, que se enteró de la historia de Roskovitsky en 1945, se sintió particularmente inspirado a investigar la posibilidad que el Arca de Noé hubiera sido descubierta. En noviembre de ese mismo año fundó la Expedición de Investigación de Historia Sagrada con el propósito de investigar el asunto y, a través de su particular investigación, más tarde llegó a ser considerado "el decano de los cazadores de arcas estadounidenses".
Cummings descubrió una nueva pista en un artículo del número del 6 de octubre de 1945 de la revista en ruso Rosseya, bastante similar al relato de Roskovitsky de Gurley. El artículo de Rosseya, escrito por el ex oficial ruso Aleksandr Aleksandrovich Kurenkov, situaba la expedición del zar en diciembre de 1917 y describía que el Arca medía 500 pies (150 m.) de largo, 83 pies (25 m.) de ancho y 50 pies de alto (15 m). La versión de Koor terminaba con el rumor de que el informe de la expedición habría sido interceptado por León Trotski, quien habría ordenado la desaparición de dicho informe. Cummings se puso en contacto más tarde con Koor, quien dijo que había servido en la región de Ararat en 1915, y escuchó hablar de la expedición del Arca a través de compañeros oficiales que conoció en 1921. Esto fue suficiente para convencer a Cummings de que Koor no se había limitado a plagiar el artículo de New Eden. Como arqueólogo aficionado, Koor también afirmó haber descubierto inscripciones cuneiformes en Ararat que describían la historia del Diluvio. Después de su correspondencia con Cummings, Koor se interesaría en promover el desacreditado Libro de Veles.

### Aaron J. Smith
En noviembre de 1948, Edwin Greenwald informó a Associated Press que aldeanos kurdos habían descubierto un gran barco de madera petrificado en el monte Ararat. Shukra Asena, que era un granjero dueño de terrenos en el área, informó a Greenwald que un granjero llamado Reshit había encontrado la proa de un barco en septiembre, aproximadamente dos tercios del camino hacia la montaña. Asena afirmó que Reshit difundió la noticia de su descubrimiento, y la gente de muchas de las aldeas locales había escalado Ararat para ver el objeto.
Aunque el artículo era en gran parte un rumor de segunda mano, con la desinformación que ello conllevaba, el arqueólogo aficionado británico Egerton Sykes esperaba organizar una expedición para establecer que el descubrimiento de Reshit era en realidad el Arca de Noé. Aaron J. Smith, decano del People's Bible School, germen de la posterior Universidad John Wesley, en Carolina del Norte, se unió a Sykes en la preparación de la operación. La pareja recibió publicidad cuando Pravda los acusó de planear una operación de vigilancia para los "imperialistas angloamericanos", citando la proximidad del monte Ararat con la frontera soviética. Cuando Sykes no pudo continuar debido a la falta de fondos, Smith siguió sin él.
A su llegada a Turquía, la expedición pasó dos meses en Estambul gestionando todos los permisos necesarios para dirigirse a Ararat. Tras ese impase, Greenwald se unió al grupo de Smith, que planeaba contratar a Reshit como guía. Sin embargo, Reshit no pudo ser localizado, a pesar de la oferta de una recompensa por la información. Aunque el artículo de Greenwald había indicado que el hallazgo de Reshit había sido presenciado por personas en toda el área, el equipo no pudo encontrar tales testigos.
Aunque la misión terminó en un fracaso, Smith mantuvo la esperanza de que algún día el arca fuera encontrada. Uno de los miembros de la expedición, Necati Dolunay, argumentó que el proyecto "ha hecho mucho por la ciencia y la investigación en lo que respecta al arca. Finalmente, ha refutado completamente las opiniones y observaciones durante más de 100 años de que el arca está a la vista".
En 1986, el ex oficial de la marina mercante estadounidense y arqueólogo bíblico aficionado David Fasold entrevistó a un hombre llamado Ali Oğlu Reșit Sarihan, a quien creía que era el Reshit descrito por Shukra Asena treinta y ocho años antes. Según Fasold, el objeto que Reshit supuestamente descubrió en 1948 no estaba ubicado en el monte Ararat como se informó originalmente, sino que de hecho era el sitio de Durupinar.

### Anomalía del Ararat

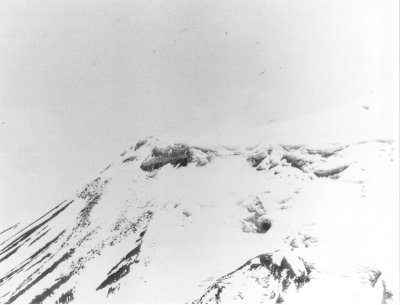
Fotografía de la llamada anomalía de Ararat tomada por el Departamento de Defensa de los Estados Unidos en 1949.

Dicha anomalía hace referencia a un posible objeto aparecido en fotografías hechas en la cumbre de nieves perennes del Ararat y que dio alas a las siguientes expediciones como un elemento plausible de ser el Arca. Se encuentra en la esquina noroeste de la meseta occidental del monte, a unos 4 724 metros de altura, en el borde de lo que parece ser una pendiente empinada descendente en las fotografías. Se filmó por primera vez durante una misión de reconocimiento aéreo de la Fuerza Aérea de los Estados Unidos en el año 1949. En aquellos años, en los primeros compases de la Guerra Fría, el macizo de Ararat se encontraba en la antigua frontera entre Turquía y la Unión Soviética y, por lo tanto, era un área de interés militar. En consecuencia, se clasificaron las imágenes obtenidas como "secretas", al igual que todas las posteriores sacadas en la misma zona los años 1956, 1973, 1976, 1990 y 1992, tomadas tanto por avión como por satélite.
En virtud de la Ley de Libertad de Información, en el año 1995 se entregaron seis fotogramas de las imágenes tomadas originalmente en 1949 a Porcher Taylor, profesor de la Universidad de Richmond en Virginia y académico del Centro de Estudios Estratégicos e Internacionales con sede en Washington D. C., especializado en inteligencia militar y diplomacia.
Posteriormente se estableció un proyecto de investigación conjunto entre Insight Magazine y la compañía Space Imaging (luego renombrada GeoEye), utilizando el satélite IKONOS para tomar nuevas fotografías desde el espacio. IKONOS capturó la anomalía el 5 de agosto y el 13 de septiembre de 2000. Tras obtenerse las fotos y los datos que registraba, GeoEye construyó un video computarizado con las imágenes de dicha anomalía, dejando verse una estructura a la mitad del vídeo. Una controvertida imagen satelital a "vista de pájaro", tomada por el mismo satélite en 2003 para el mismo proyecto de investigación, fue lanzada al público en 2006.
La zona también ha sido fotografiada por el satélite francés SPOT en septiembre de 1989, los Landsat en la década de 1970 y por la NASA en 1994. Así mismo, satélites militares de la CIA como los KH-9 Hexagon (1973) y KH-11 Kennen (1990-1992) surcaron la zona fotografiándola.

### Haji Yearam
Harold Williams, un pastor adventista del Séptimo Día, relató la historia de Haji Yearam en una carta de 1952 al investigador Cummings. Durante los años siguientes, Eryl y su esposa Violet trabajaron para corroborar la historia, localizando el certificado de defunción de Yearam en 1956 y obteniendo el permiso de Williams, en 1958, para publicar sus cartas. No está claro si la historia circuló ampliamente hasta la década de 1970, cuando Violet Cummings comenzó a escribir libros sobre el Arca.
Yearam era un devoto adventista que había emigrado de su Armenia natal a los Estados Unidos y finalmente se había establecido en Oakland (California). En 1915, Harold Williams y sus padres comenzaron a cuidar a ancianos y enfermos, entre ellos a Yearam. "Haji me pidió que escribiera [...] cuidadosamente una historia que estaba muy ansioso por contar", escribió Williams, "porque estaba seguro de que sería útil algún día después de su muerte". Según Williams, esa declaración, en su lecho de muerte, revelaba que Yearam, cuando era niño, había sido parte de una expedición secreta que localizó el Arca de Noé en el Monte Ararat. El plazo exacto de esta supuesta expedición es incierto, aunque Violet Cummings concluye que ocurrió alrededor de 1856.
En la historia de Yearam, relatada por Williams, su pueblo natal estaba al pie del monte Ararat, llegando su comunidad a realizar peregrinaciones regulares hasta el Arca. Un día, "tres hombres viles que no creían en la Biblia" contrataron a Yearam y a su padre como guías, ya que tenían la intención de registrar la montaña para refutar la historia del Arca de Noé. Cuando el padre de Yearam los condujo al Arca, los tres científicos "entraron en una furia satánica al encontrar lo que esperaban probar que no existía". Después de intentar y fracasar en destruir la nave, los científicos acordaron encubrir el descubrimiento e hicieron que Yearam y su padre juraran guardar el secreto bajo amenaza de tortura y asesinato. Williams explicaría más tarde que Yearam "quería que se conservara su historia para que, cuando llegara el momento adecuado, pudiera alentar a los hombres valientes a ir a localizar el Arca y dar al mundo pruebas que no pudieran negarse".
Haji Yearam murió el 3 de mayo de 1920. Williams afirmó que, por esa misma época, leyó un artículo de periódico sobre un científico en Londres que dio una confesión parecida en el lecho de muerte acerca de ocultar el descubrimiento del Arca de Noé. Tal coincidencia animaba los ánimos de Williams de reforzar que la declaración inicial de Yearam se consolidaba. Williams dijo haber guardado el periódico, junto a la transcripción de la historia de Yearam; sin embargo, ambas fueron destruidos en un incendio en 1940. A pesar de una búsqueda diligente, nunca se ha encontrado una copia del artículo sobre dicho científico.
El apartado de Williams ha pasado por tener numerosos detractores al ser un elemento llegado de oídas, sin dejarse pruebas físicas, escritas y fehacientes. Williams era la única fuente de una historia que consideró muy importante en 1920, pero no hizo ningún esfuerzo por compartirla antes de la destrucción de sus pruebas veinte años después, y tampoco lo hizo por publicar todo hasta el 1950. Las motivaciones de los científicos de la historia no tenían ningún sentido excepto para ajustarse a su papel de villano en lo que Larry Eskridge caracterizaba como un "melodrama". El archivo de Talk Origins sugería que la descripción, y por ende el artículo del científico, indicaba que toda la historia fue fabricada como propaganda religiosa.

### Fernand Navarra
El alpinista francés Fernand Navarra afirmó haber localizado el Arca de Noé en su libro de 1956 J'ai Trouvé l'Arche de Noé. Según Navarra, se inspiró para buscar el barco en 1937, después de escuchar a un amigo armenio describir las leyendas que su abuelo le había contado en 1920. En 1952, fue invitado para unirse a una expedición de Ararat con Jean de Riquer y Sehap Atalay, que no informaron de señales del Arca. Sin embargo, Navarra afirmaría más tarde que, mientras estaba solo, llegó a avistar una gran masa oscura que, según su relato, solo podía ser el Arca. Como no pudo alcanzar este objeto ni proporcionar una prueba de su existencia, decidió no revelar su descubrimiento hasta poder regresar.
Tras no poder volver al Ararat en 1953, Navarra conseguiría un permiso para hacerlo en 1955, tratando de evitar posibles retrasos a la hora de obtener los permisos de las autoridades turcas para escalar el Ararat. Con ese fin, disfrazó la misión como unas vacaciones familiares, trayendo a su esposa y tres hijos a Turquía y escalando la montaña con su hijo Raphael Navarra, de once años. Padre y el hijo filmaron la recuperación de una viga de madera tallada a mano de 5 pies (1,5 m.), que según Fernand fue cortada de la estructura que ubicó en 1952. Para facilitar el transporte de la madera sin despertar sospechas de los turcos, cortaron la viga en pedazos más pequeños.
En 1956 Navarra sometió su madera a diversas instituciones para su análisis científico. La madera fue identificada como un trozo de roble. Según los informes, los análisis basados en el color, la densidad y la lignización indicaron que la madera tenía unos 5 000 años de antigüedad, en línea con el marco temporal literalista del Diluvio. Sin embargo, estas metodologías para fechar la madera no eran fiables y fueron rechazadas por la mayoría de científicos. La correspondencia personal de 1959 de Navarra se refería a un informe desconocido de que la madera había sido fechada por radiocarbono con exactamente 4 484 años. No llegó a ser posible obtener una cifra tan precisa a partir de la datación por radiocarbono, y no correspondía a ninguna cronología bíblica excepto la de Navarra, quien escribió en 1955 que el Diluvio ocurrió "hace 4 484 años".
La Fundación de Investigaciones Arqueológicas (Archaeological Research Foundation o ARF, por sus siglas en inglés) realizó varias expediciones para localizar el yacimiento de Navarra en la década de 1960, sin dar con resultados positivos. Actuando como consultor, Navarra proporcionó mapas que la organización encontró vagos e inconsistentes con la montaña. En las negociaciones para que él dirigiera personalmente a un equipo profesional de la misma, Navarra exigió una considerable compensación financiera y regalías de lo que pudiera encontrar el equipo. Las dos partes llegaron a un acuerdo para una misión de 1968, en la que Navarra llegó tarde y se lesionó el pie mientras intentaba ponerse al día. En 1969, los esfuerzos de ARF habían sido asumidos por una nueva organización, SEARCH Foundation, liderada por Ralph Crawford y con Navarra en el consejo de administración. En una expedición de SEARCH en 1969, Navarra se separó del resto del grupo y, poco después, identificó un sitio donde el equipo encontró trozos de madera.
El miembro de la junta de SEARCH, Elfred Lee, organizó la datación por radiocarbono de muestras de los especímenes de Navarra. Las muestras de 1955 fueron analizadas por cinco instituciones, con resultados que dataron de la madera entre aproximadamente 1 200 y 1 700 años de antigüedad. Dos análisis de las muestras de 1969 datan de la madera hace unos 1 350 años. En 1984, Navarra le dio otro trozo de madera al astronauta estadounidense James B. Irwin, quien lo sometió a otra ronda de pruebas. Se encontró que la muestra de Irwin tenía alrededor de 1 500 años, con evidencia de que el revestimiento de brea era de origen mucho más reciente y se aplicó utilizando tecnología moderna.
Varias acusaciones pusieron en duda la credibilidad de Navarra. Aunque Navarra dijo en 1958 que Sehap Atalay había recolectado madera del sitio de Navarra, Atalay contradijo tal afirmación en 1962. Según Atalay, Navarra le dio la madera a su regreso de la expedición de 1955. En 1970, el también alpinista francés Jean de Riquer acusó a Navarra de intentar comprar madera antigua a los aldeanos al pie del Ararat durante su expedición de 1952. Durante sus propios ascensos al Ararat, Gunnar Smars conoció a guías kurdos que acompañaron a Navarra en una o más escaladas privadas alrededor de 1968 o 1969, sin que SEARCH lo supiera.

### Sitio de Durupınar

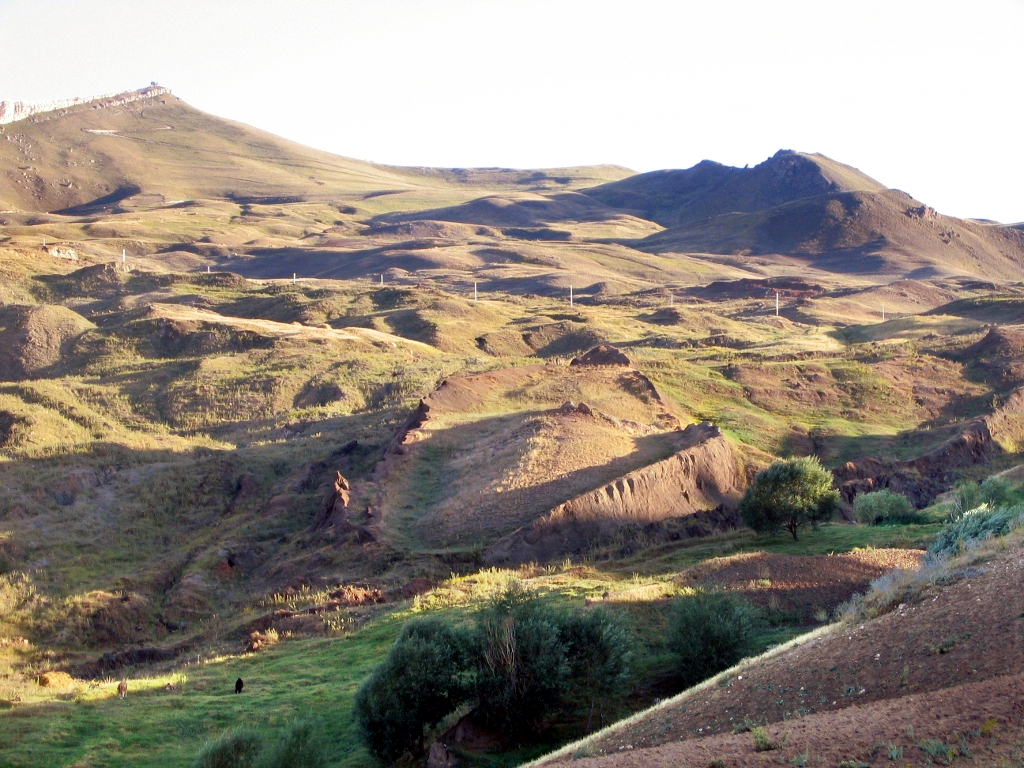
Vista del sitio arqueológico de Durupinar.

Durante un estudio geodésico de Turquía de 1959, İlhan Durupınar de la Fuerza Aérea Turca y Sevket Kurtis de la Universidad Estatal de Ohio identificaron una forma anómala cerca de Doğubayazıt. El tamaño y la forma del objeto se asemejan a un barco de aproximadamente 450 pies (140 m.) de largo por 150 pies (46 m.) de ancho, lo que invitaba a especular que podría ser el Arca de Noé. El evangelista George Vandeman organizó una expedición al sitio en 1960, que determinó que la forma era una formación geológica natural. El efecto, genuinamente único, es un ejemplo de pareidolia.
El interés en el sitio fue renovado por Ron Wyatt, quien visitó el sitio tres veces más, en 1977, 1979 y 1984. Basándose en la promoción de Wyatt de su investigación, el gobierno turco declaró el sitio un parque nacional en 1986. El geofísico John Baumgardner y el propio Fasold defendieron firmemente que el sitio era de hecho el lugar en el que habría chocado y reposado el Arca de Noé, pero ambos finalmente rompieron con Wyatt para expresar sus dudas sobre sus hallazgos. En 1996, Fasold fue coautor de un artículo con el geólogo Lorence G. Collins, afirmando que el sitio "no puede haber sido el Arca de Noé ni siquiera un modelo hecho por el hombre".

### George Greene
A mediados de la década de 1960, el ingeniero petrolífero Fred Drake afirmó haber visto seis fotografías del Arca de Noé del año 1954. Según Drake, las fotos fueron tomadas por su colega George Greene, quien había sobrevolado en helicóptero el Ararat mientras trabajaba en Turquía. Las imágenes mostraban una protuberancia no identificada en la montaña, que se asemejaba a la proa de un gran barco de madera. Una investigación de la ARF determinó que Greene intentó sin éxito organizar una expedición a Ararat, y luego se mudó a la Guayana británica, donde murió en 1962. Los amigos y familiares de Greene no estaban seguros de qué había sido de sus fotos de Ararat, que nunca se encontraron.
Un artículo de 1990 de Bill Crouse enumeró varias formaciones naturales en Ararat que parecían parecerse a un barco en las fotografías hasta que los montañistas las examinaron en persona. Crouse creía que una de estas "arcas fantasmas", un trozo de basalto en forma de proa fotografiado por Tom Crotser en la década de 1970, podría ser el mismo objeto visto por Greene.

### Georgie Hagopian
En 1970, el armenio-estadounidense Georgie Hagopian informó que su tío lo llevó a ver el Arca de Noé dos veces durante su infancia. Diferentes relatos de su historia sitúan el primer avistamiento en 1902, 1906 o 1908, y el segundo incidente ocurrió unos dos años después. Según este relato, el Arca cubierta de musgo yacía al borde de un acantilado, de modo que solo se podía acceder a un lado. Hagopian dijo que muchos otros niños en la comunidad de su infancia también vieron la estructura. El archivo Talk Origins discrepaba de la "aparente facilidad" con la que supuestamente llegaron al sitio de reposo del Arca, en contraste con las dificultades reportadas por otros exploradores.
Según la estimación de Hagopian, el arca tenía más de 300 metros de largo, por 180 a 210 m de ancho y más de 11 m de altitud. Para reconciliar esta estimación con las interpretaciones tradicionales del tamaño del Arca, John Warwick Montgomery sugirió que "las dimensiones suelen parecer más grandes de lo que realmente son para los niños pequeños". Sin embargo, el recuerdo de Hagopian de una ventana de unas 18 pulgadas (46 cm.) llegó a ser una descripción aceptada como estimación precisa por Violet Cummings.
Hagopian dijo que su tío quería quedarse con un pedazo del Arca, pero no pudo cortar la madera con los utensilios que llevaba a mano. Rechazó rotundamente la afirmación de Fernand Navarra de haber encontrado fragmentos del Arca. Al intentar reconciliar las dos afirmaciones, Montgomery planteó la posibilidad de que el Arca "no estuviera uniformemente petrificada". Hagopian, sin embargo, creía que toda la estructura estaba "absolutamente petrificada" y que "Dios Todopoderoso nunca permitiría que el Arca fuera cortada y rota".

### James B. Irwin

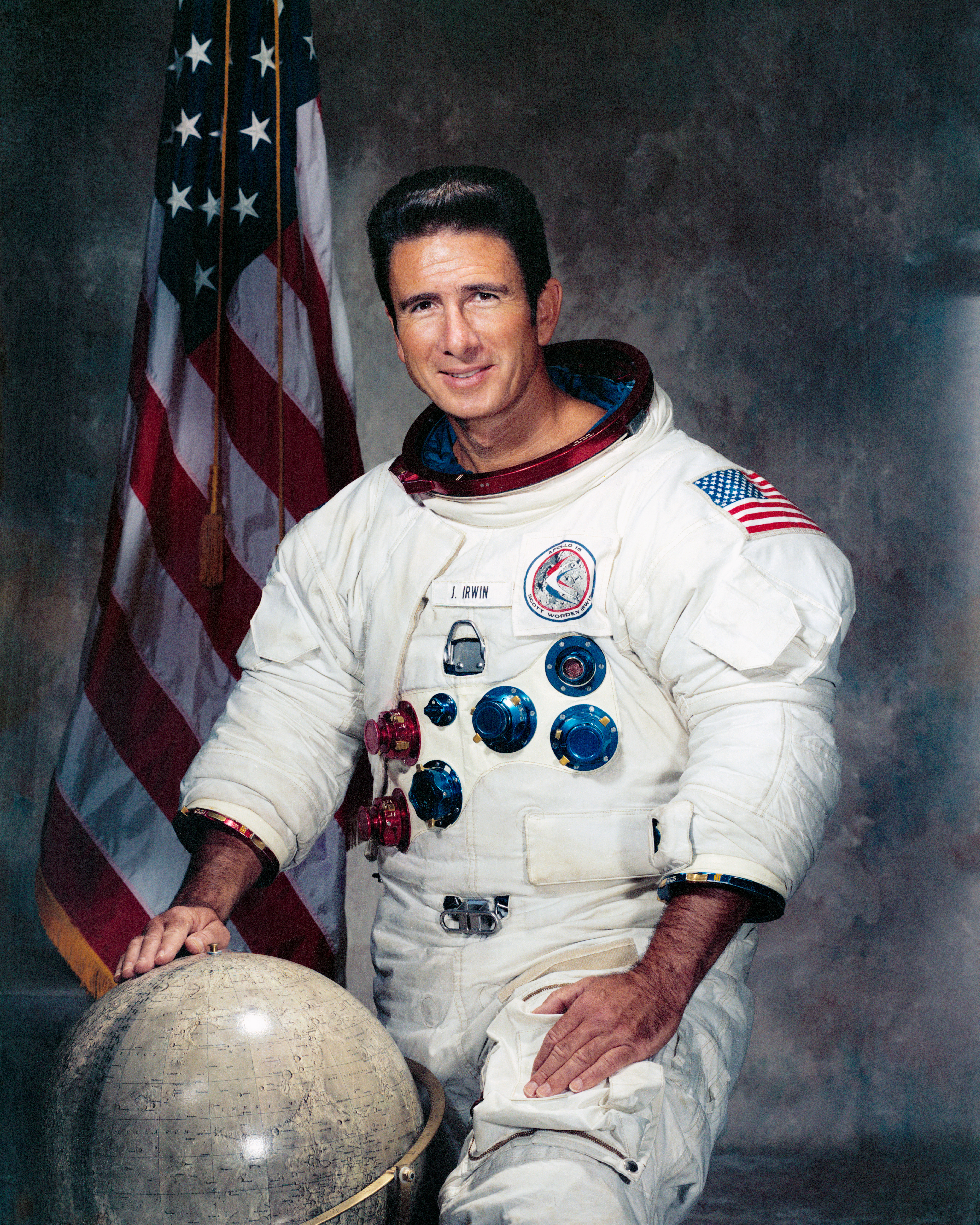
El astronauta James "Jim" B. Irwin.

El astronauta estadounidense James B. Irwin, miembro de la misión Apolo 15 y la octava persona en caminar sobre la Luna, experimentó una epifanía religiosa durante la misión lunar en 1971. Al año siguiente, renunció a la NASA y fundó una organización evangélica, High Flight Foundation. Durante su trabajo de divulgación, Irwin conoció a Eryl Cummings en 1976 y expresó su interés en unirse a una de sus expediciones en busca del Arca de Noé. En ese momento, la política turca había cerrado el monte Ararat a los exploradores, negándosele tal permiso a Irwin en 1977. Sin embargo, después del golpe de Estado de 1980, la fama de Irwin le permitió establecer una relación con el presidente Kenan Evren, quien lo invitó a liderar una expedición en 1982.
La misión de Irwin en 1982 terminó en desastre cuando abandonó el grupo, en busca de un atajo a la cima, y se cayó del camino. No recordaba qué causó la caída, pero luego especuló que había sido atrapado en un deslizamiento de rocas y golpeado por una de ellas. Se despertó horas después, gravemente herido, pero consiguió organizar su equipo y refugiarse para sobrevivir a la noche. El equipo de expedición envió un grupo de búsqueda al día siguiente, que lo rescató y lo llevó montaña abajo para recibir tratamiento médico.
Sin inmutarse, Irwin regresó al Ararat un mes después, esta vez con su esposa y su hijo. Esperaba seguir un consejo que le ofreció otro explorador, quien informó haber visto un objeto a unos 3 700 metros de altura en la montaña. Mary Irwin, la esposa de James, expresaría más adelante sus dudas sobre el estado mental de su esposo poco tiempo después de su caída. "Debido a que el razonamiento de Jim no era del todo correcto después de recibir un golpe tan fuerte en la cabeza", escribió en 2012, "dedujo que no necesitaríamos mochilas ni equipo de escalada". Sin el equipo adecuado, el equipo luchó por progresar durante la noche y se vio obligado a abandonar la expedición.
En agosto de 1983, Irwin quiso volver a intentarlo otra vez, en esta ocasión junto a Marvin Steffins. Entre los dos alquilaron una avioneta para inspeccionar desde el aire el Ararat y dirigieron una expedición de 22 miembros, incluidos Eryl Cummings y varios miembros de la familia de Irwin. Durante el ascenso, un guía turco había avistado un bosque donde la línea de nieve había retrocedido. Una tormenta de nieve obligó al equipo a retroceder antes de que pudieran llegar al lugar. "Es más fácil caminar sobre la luna", dijo Irwin, con respecto a las dificultades para aferrarse al Ararat. "He hecho todo lo que he podido, pero el arca sigue eludiéndonos".
Irwin tenía la intención de volver a intentarlo en 1984. Sin embargo, reconoció la posibilidad de que no se encontrara el Arca. Aunque creía firmemente que el barco existió, estaba mucho menos seguro de que no hubiera sido destruido a lo largo de los siglos. "La probabilidad de que sobreviva", dijo, "es pequeña". También sospechaba que muchos de los avistamientos reportados en el monte Ararat eran falsos. Sin embargo, escaló la montaña ese verano para buscar el bosque avistado el año anterior. Cuando llegó al lugar, solo encontró un par de esquís abandonados.
Durante la temporada de escalada de 1985, los rebeldes kurdos habían tendido una emboscada al menos a cuatro partidas en Ararat. Para cuando Irwin pudo comenzar su ascenso el 24 de agosto, solo cinco de su grupo de 22 miembros pudieron acompañarlo, y la expedición fue escoltada por treinta soldados turcos. Justo cuando el equipo llegó a la cima, los funcionarios turcos les ordenaron descender. Cuando el grupo recibió permiso para reanudar la misión, estaban demasiado agotados para continuar. Según el embajador de Estados Unidos en Turquía, Robert Strausz-Hupé, el gobierno estaba reaccionando a las maniobras soviéticas cerca de la frontera y la preocupación de que Irwin se convirtiera en un objetivo de gran valor para los terroristas.
Para julio de 1986 Irwin planeaba un sexto viaje al Ararat, con un equipo más pequeño. Estos planes se vieron interrumpidos cuando sufrió una arritmia el 6 de junio. Semanas después de sufrirla, todavía continuaba enérgico, con ganas de reanudar los planes para la expedición. "Mi médico está en contra de mis viajes, y dijo que no puedo superar los 10 000 pies", dijo Irwin. "Pero si el Señor quiere, estaré allí". Después de completar un reconocimiento aéreo de Ararat, el equipo de Irwin fue detenido en su hotel, bajo acusaciones de violar el espacio aéreo soviético e iraní. El grupo fue puesto en libertad una vez que los funcionarios locales confirmaron que el vuelo de Irwin había sido autorizado. Por su parte, Bob Cornuke expresó su preocupación acerca de Irwin, y que su fama, tanto de astronauta como de haber realizado varias expediciones a Turquía, atrajeran la atención de los medios y los riesgos de seguridad que obstaculizaban la búsqueda. "El mismo Jim había confiado en nuestro último viaje, cuando el proceso de obtención de permisos alcanzó nuevas alturas de locura, que los problemas podían atribuirse a él, no (como algunos habían llegado a sospechar) a un siniestro complot turco para evitar que encontráramos el arca". En septiembre, Irwin anunció su retirada y cambió de parecer: "Creo que he hecho todo lo posible para llamar la atención sobre el arca. Creo que es hora de que otros emprendan la búsqueda".
Sin embargo, una inusual ola de calor de 1987 en Turquía convenció a Irwin de cambiar de opinión y regresar para su séptima expedición al monte Ararat. Creía que las temperaturas cálidas podrían haber derretido lo suficiente de los glaciares de la montaña para hacer que el Arca de Noé fuera más fácil de ser detectada desde el aire. La fundación de Irwin se asoció con el Institute for Creation Research (ICR), el Evangelische Omroep International Exploration, Inc. para una operación conjunta. Según John D. Morris de ICR, el gobierno turco había prohibido la exploración de Ararat a principios de año y solo aprobó esta expedición con la condición de que el equipo también evaluara el sitio de Durupınar. Los permisos para explorar el propio Ararat fueron revocados antes de que el grupo pudiera comenzar su misión prevista. En última instancia, la expedición solo pudo organizar un reconocimiento aéreo a gran altitud, manteniéndose a no menos de 20 kilómetros (12 millas) del espacio aéreo soviético e iraní.
La expedición de 1987 sería la última de Irwin, ya que los médicos le ordenaron que abandonara la búsqueda. Cuando la High Flight Foundation organizó otro viaje en 1988, Bob Cornuke dirigió la búsqueda mientras Irwin se quedó en casa. James B. Irwin murió de un ataque al corazón el 8 de agosto de 1991, a los 61 años de edad, siendo el primero de los hombres que pisaron la Luna en fallecer.

### Ed Davis
El optometrista estadounidense y explorador de Ararat, Don Shockey, se enteró en 1985 de que Ed Davis había hablado con su iglesia sobre un testimonio ocular del Arca de Noé durante la Segunda Guerra Mundial. Shockey invitó a Davis a hablar en una convención "ark-a-thon" que organizó en 1986 en Farmington (Nuevo México). Davis fue entrevistado extensamente sobre su historia por la organización FIBER de Shockey, y luego sometido a una prueba de polígrafo en nombre de la Fundación High Flight de James Irwin.
En 1943 Davis era sargento en el Cuerpo de Ingenieros del Ejército de los Estados Unidos, y estaba destinado en Hamadán (actual Irán), trabajando en el Corredor Persa entre Jorramchar y Qazvín. Según Davis, durante esta estancia se hizo amigo de un conductor local llamado Badi y de su padre Abas-Abas, quien afirmó haber visitado el Arca de Noé en la cima de la montaña cerca de su aldea. Alrededor del 1 de julio, Abas-Abas invitó a Davis a unirse a ellos en una de esas visitas, diciendo que se había derretido suficiente nieve y hielo para exponer parcialmente el barco. Al llegar a "Doomsday Point", Davis dijo que vio el Arca, que "apareció por primera vez como una enorme formación rocosa cubierta por niebla". Estaba en un lago de ensenada, dentro de un cañón debajo de su posición, y dividido en dos porciones. Abas-Abas afirmó que el Arca había sido vista completa en su juventud y solo se había roto en su vida.
Los investigadores no se mostraron muy de acuerdo sobre si la experiencia de Davis involucraba realmente al monte Ararat, ubicado en la provincia turca de Ağrı. Davis dijo que la montaña que visitó se podía ver desde la base de su unidad en Hamadan, pero Ağrı, y el monte Ararat está a 640 kilómetros de distancia. La primera versión publicada de su relato describía a Badi y Abas-Abas como kurdos, lo cual es consistente con una historia sobre una visita a una aldea en Ağrı. Sin embargo, en las imágenes de su entrevista original, Davis dice que los aldeanos eran luros, un grupo étnico del oeste de Irán. Varias montañas diferentes en la provincia de Lorestán fueron identificados por los propios luros como el lugar de aterrizaje del Arca de Noé. De manera similar, la tradición local colocaba el Jardín del Edén, que Davis también informó haber visto, en Lorestán.

### El montaje de George Jammal
En noviembre de 1985, un hombre llamado George Jammal escribió a Duane Gish, vicepresidente del Institute for Creation Research, afirmando falsamente haber buscado el Arca de Noé entre 1972 y 1984. Jammal describió haber sido ayudado por tes hombres a los que llamó "Mr. Asholian", "Alis Buls Hitian", y "Vladimir Sobitchsky". La historia culminó con Jammal y Vladimir ubicando el Arca en una cueva de hielo, tras lo cual Vladimir cayó y murió tratando de fotografiar el barco. Jammal también afirmó haber sacado un trozo de madera del sitio.
John D. Morris, del ICR, respondió a Jammal en 1986 buscando concertar una entrevista. Jammal se preparó mediante el estudio de los libros sobre la búsqueda del arca, así como con el visionado de la producción de Sunn Classic Pictures, In Search of Noah's Ark, dirigido en 1976 por James L. Conway. Durante la entrevista, Jammal utilizó técnicas de lectura en frío para obtener información de Morris que determinaría las respuestas de Jammal a las preguntas de Morris. Según Jammal, Morris se ofreció repetidamente a financiar una expedición para corroborar su historia.
Años más tarde, cuando la productora Sunn comenzó a trabajar en un nuevo seguimiento de búsqueda del arca, Morris compartió su información sobre Jammal. David Balsiger, que investigaba la historia para Sunn, fue advertido por los investigadores David Fasold y Bill Crouse que el relato de Jammal no era creíble. El 20 de febrero de 1993, la cadena de televisión CBS emitió The Incredible Discovery of Noah's Ark, de Sunn, que incluía un segmento de la historia de Jammal y lo mostraba mostrando un trozo de madera supuestamente sacado del Arca. El escéptico Gerald A. Larue emitió un comunicado de prensa exponiendo el engaño, que fue ignorado en gran medida hasta que la historia fue cubierta más en profundidad en el mes de julio.
Tras la exposición del engaño, Jammal inicialmente se mostró reacio a comentar por temor a represalias legales. Sin embargo, en octubre de 1993 admitió que se inventó toda la historia. La madera que presentó en pantalla había sido de hecho pino encontrado cerca de las vías del tren en Long Beach (California), que hirvió con especias y horneó. Jammal criticó el hecho de que Sunn no verificara su historia. "Incluso le di a la productora un trozo de madera para que lo probara", escribió, "pero obviamente no estaban interesados en la verdad; todo lo que querían era una buena actuación. Si realmente se hubieran preocupado por la verdad, deberían haberlo hecho". Un representante de la productora declararía que el segmento de Jammal se editaría en siguientes lanzamientos de The Incredible Discovery of Noah's Ark.

## SigloXXI

### Daniel McGivern
El empresario de Honolulú, en el archipiélago de Hawái, Daniel McGivern, comenzó a investigar por su cuenta sobre el Arca en 1995 y, finalmente, financió fotografías comerciales satelitales del monte Ararat. Según su investigación, una ola de calor de 2003 derritió suficiente hielo y nieve en la ladera noroeste para revelar un parche oscuro, que interpretó como parecido a tres vigas longitudinales y una transversal. En abril de 2004, McGivern y el montañero turco Ahmet Ali Arslan anunciaron planes para una expedición al sitio en julio. Un artículo de The Guardian asoció el sitio de McGivern con la anomalía de Ararat, un fenómeno similar observado en las fotos de vigilancia del monte Ararat desclasificadas por el gobierno de Estados Unidos en la década de 1990.
Aunque McGivern esperaba comenzar la expedición el 15 de julio, pasó todo el verano tratando de obtener la aprobación del gobierno turco. Su solicitud fue finalmente rechazada en septiembre. Los críticos sugirieron que McGivern anunció la expedición antes de obtener el permiso como un truco publicitario para persuadir a Turquía de que la autorizara. También se cuestionó la elección de Arslan, quien afirmó en 1989 haber fotografiado el Arca de Noé, para liderar la misión. "Ahmet es un gran conversador", según comentó un investigador del arca en National Geographic. "En una conversación dirá que tiene 3 000 fotos, y en otra conversación diez minutos después, 5 000".
McGivern dijo que no volvería a intentarlo el año siguiente. "No tengo fiebre del Arca como muchos que pasan año tras año", dijo. "Un buen hombre de negocios calcula la cantidad de dinero y tiempo que invertirá y tiene que saber cuándo marcharse". Sin embargo, en 2011 dijo que había financiado otras expediciones más pequeñas y que había gastado cerca de medio millón de dólares en investigaciones, sin obtener resultados.

### Bob Cornuke

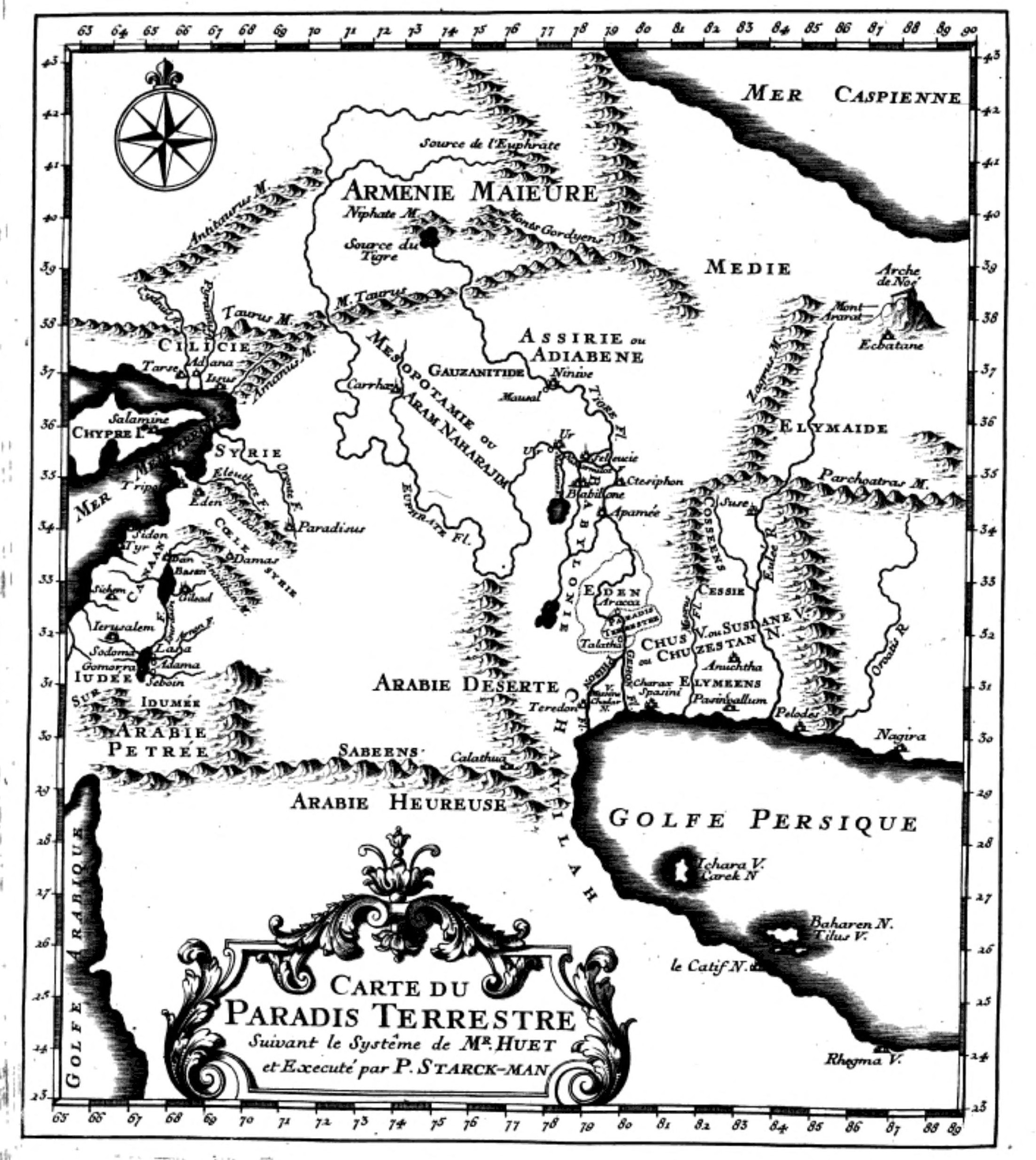
Mapa de 1722 representando el arca en Ecbatana, en el actual oeste de Irán.

Durante una expedición fallida en 1988, el escritor y arqueólogo bíblico Bob Cornuke se convenció de que el Arca no podía estar en Ararat. Llegó a abandonar la búsqueda de dicha zona y formó el Instituto de Búsqueda y Exploración de Arqueología Bíblica en 1992 para buscar otros lugares y artefactos bíblicos. Sin embargo, en 1998 Cornuke descubrió, con una relectura del Génesis 11:2, que las escrituras bíblicas colocaban el lugar de aterrizaje al este de Sinar, nombre con el que se conocía a Mesopotamia. En este contexto, revaluó el testimonio de Ed Davis y concluyó que el sitio que Davis describió debe estar en Irán.
En junio de 2006, el Instituto BASE anunció el descubrimiento de un gran objeto parecido a madera petrificada en el monte Tajt-e Soleimán, en los montes Elburz. Se informó que el objeto, ubicado a 4000 metros sobre el nivel del mar, tenía un tamaño similar a las estimaciones del Arca. El sitio web de BASE afirmó que este objeto era el mismo. Ed Davis afirmó haberlo visto, pero no llegó a proclamarlo como el Arca, sino que lo propuso como "candidato". "Creo que hemos encontrado algo que merece mucha más investigación", dijo Cornuke. "Tiene una clara posibilidad de que pueda ser algo como el arca".
Los críticos del anuncio objetaron la falta de revisión por pares sobre los hallazgos de Cornuke. Al mirar las fotos de la expedición, los expertos en geología y madera antigua cuestionaron la posibilidad de que el objeto fuera madera petrificada. La expedición incluyó a muchos "líderes de negocios, leyes y ministerios", pero no a geólogos ni arqueólogos profesionales. La interpretación de las escrituras de Cornuke también fue criticada, ya que el Génesis no indicaba si los descendientes de Noé emigraron a Sinar directamente desde Ararat, o desde algún lugar intermedio sin nombre. Además, el capítulo 11, versículo 2, del Génesis puede traducirse de manera plausible para indicar que el clan emigró hacia el este, lo que sugiere un punto de origen al oeste de Sinar.
Para 2010, Cornuke había dejado de buscar el Arca de Noé, diciendo "Bajé (de la montaña) con toda esta evidencia del Arca de Noé, y a nadie le importó". En 2012, escribió: "En mis 25 años de búsqueda del arca, nunca he visto el viejo barco".

### Labor delNoah's Ark Ministries International

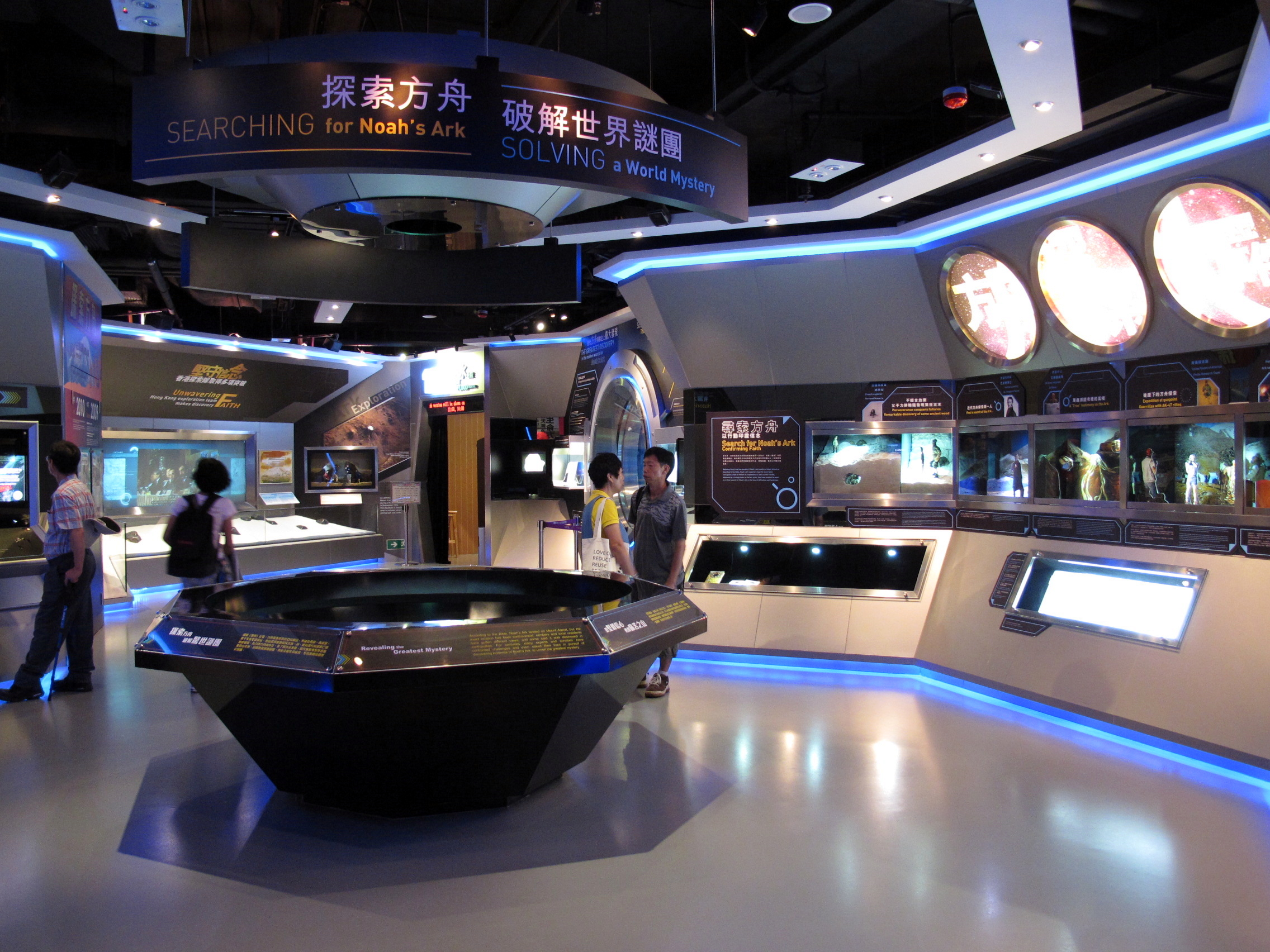
Exposición sobre la búsqueda del Arca de Noé en el parque temático Noah's Ark de Hong Kong.

En 2004, el fundador de Media Evangelism, Andrew Yuen Man-fai, y el pastor Boaz Li Chi-kwong anunciaron el descubrimiento de varias partes del Arca de Noé en el Monte Ararat. Informaron que su equipo había encontrado una gran estructura de madera a una altitud de 4200 metros durante su cuarto viaje a la montaña. Según una exhibición en el parque temático Noah's Ark de Hong Kong, el equipo de búsqueda había estado explorando Ararat como la organización Noah's Ark Ministries International (NAMI) desde 2003. Yuen y Li no tenían evidencia de su afirmación más allá de imágenes borrosas, ya que según sus testimonios, una "fuerza misteriosa" interrumpió el metraje de vídeo. En 2005, Media Evangelism lanzó un documental, The Days of Noah, basado en la expedición.
Según el sitio web de NAMI, el alpinista turco Ahmet Ertuğrul envió una muestra de madera petrificada a NAMI, que afirmó haber obtenido en agosto de 2006 de una segunda estructura de madera, ubicada a 4 000 metros en lo alto del Ararat. NAMI afirmó que se envió otra expedición en febrero de 2007, que encontró que el sitio de 2004 se había derrumbado debido a un terremoto y se le impidió examinar el sitio de 2006 debido a las condiciones climáticas. Una conferencia de prensa de octubre de 2007 anunció que una misión de seguimiento en agosto recuperó con éxito más madera petrificada del sitio informado por Ertuğrul.
En una conferencia de prensa el 25 de abril de 2010, NAMI anunció que una expedición de octubre de 2009 había excavado y filmado la estructura de madera descubierta por Ertuğrul. Aunque su sitio web de NAMI afirmaba que Ertuğrul descubrió el sitio en agosto de 2006, declaró en la conferencia de prensa que se enteraron del mismo en junio de 2008. La estructura de madera, informada por Yuen y Li en 2004, no fue abordada. Según NAMI, los especímenes del sitio fueron datados por carbono hasta el año 4800 a. C. Las imágenes del interior de la estructura se publicaron en la cuenta de YouTube de NAMI. NAMI dijo que Turquía presentaría la ubicación para su designación como Patrimonio de la Humanidad; sin embargo, cuando la UNESCO fue contactada para comentar la noticia, un portavoz del organismo declaró desconocer tales intenciones y que no habían recibido ninguna comunicación.
La respuesta inmediata al anuncio fue en gran medida escéptica. Los científicos de la corriente principal objetaron la falta de arqueólogos profesionales involucrados en la investigación y la decisión de revelar los hallazgos a través de un evento mediático en lugar de publicar un estudio revisado por pares. Los creacionistas también expresaron su preocupación por la falta de datos disponibles para una corroboración independiente. Andrew A. Snelling dijo más tarde que NAMI le proporcionó su informe de datación por radiocarbono, que mostraba que solo una prueba de una muestra había producido el resultado publicitado casi seis mil años de antigüedad. Además, Snelling rechazó tal resultado como evidencia del Arca de Noé, basado en creencias creacionistas sobre el carbono-14 y los supuestos niveles en madera antediluviana. El Ministerio de Cultura y Turismo de Turquía también expresó sus dudas de que NAMI obtuviera el permiso para realizar sus expediciones y comenzó una investigación sobre cómo había transportado sus muestras de madera de Turquía a China.
A los pocos días del anuncio, el profesor Randall Price, consultado por NAMI en 2008 y docente de la Universidad Liberty, una universidad cristiana estadounidense privada, presentó acusaciones de que Ertuğrul contrató a trabajadores kurdos para construir el sitio utilizando madera de una estructura antigua cerca de Trabzon, en el mar Negro. NAMI emitió un comunicado diciendo que su relación con Price terminó en octubre de 2008 y, por lo tanto, no estaba familiarizado con los hallazgos hechos después de ese momento. Defendiendo las afirmaciones de NAMI, los miembros del equipo argumentaron que no sería posible transportar suficientes materiales al Ararat para construir la estructura que habían descrito. En refutación, Price y su colega Don Patton citaron el uso de equipo pesado en otras expediciones de Ararat, así como un truco publicitario de 2007 en el que Greenpeace construyó una réplica de 10 metros del Arca de Noé en la montaña.
Después de promover el lanzamiento de la película de 2011 The Days of Noah 2: Apocalypse, el sitio web de NAMI, NoahsArkSearch.net, ya no volvió a actualizarse. El apoyo a las afirmaciones de NAMI fue retomado más tarde por Norman Geisler, quien invitó a Ertuğrul a hablar en una conferencia de apologética organizada por el Southern Evangelical Seminary en octubre de 2015. Joel Klenck, anteriormente asociada con NAMI, continuó promoviendo como veraces las reclamaciones de NAMI. NAMI y Ertuğrul nunca revelaron la ubicación del sitio que informaron, aunque Price y Patton afirmaron en 2010 que lo habían ubicado de forma independiente.